# Tomorrow (잔루카 베치나의 노래)
《Tomorrow》는 몰타의 가수 잔루카 베치나의 노래로, 유로비전 송 콘테스트 2013의 참가곡이다.